# برينغ مي ذا هورايزن
برينغ مي ذا هوريزن (بالإنجليزية: Bring Me the Horizon)‏هي فرقة روك بريطانية تأسست في 2004.